# Hotel Paper
 (avril 2022).
Si vous disposez d'ouvrages ou d'articles de référence ou si vous connaissez des sites web de qualité traitant du thème abordé ici, merci de compléter l'article en donnant les références utiles à sa vérifiabilité et en les liant à la section « Notes et références ».
Hotel Paper est un album de Michelle Branch paru en 2003.

## Liste des titres
| No  | Titre                                            | Durée |
| --- | ------------------------------------------------ | ----- |
| 1.  | Intro                                            |       |
| 2.  | Are You Happy Now?                               |       |
| 3.  | Find Your Way Back                               |       |
| 4.  | Empty Handed                                     |       |
| 5.  | Tuesday Morning                                  |       |
| 6.  | One Of These Days                                |       |
| 7.  | Love Me Like That (avec Sheryl Crow)             |       |
| 8.  | Desperately                                      |       |
| 9.  | Breathe                                          |       |
| 10. | Where Are You Now?                               |       |
| 11. | Hotel Paper                                      |       |
| 12. | ’til I Get Over You                              |       |
| 13. | Everywhere                                       |       |
| 14. | The Game of Love (Santana Feat. Michelle Branch) |       |
| 15. | It's You                                         |       |